# Ekotop
Ekotop är en avgränsad markyta som utgör ett område med en viss enligt valda beskrivningsprinciper definierad typ av ekosystem. Begreppet ekotop är i grunden holistiskt. Denna holistiska inriktning påverkar hur olika ämnesvisa vetenskapsområden och mer tillämpade kunskapsområden kopplade till markens nyttjande behöver involveras i en ekotopavgänsning och beskrivning. Ekotopbegreppet tillhör områdena markklassifikation, terrester ekologi, geografi, kartografi, markanvändningsplanering, markanvändningsteknik mm. 
Angränsande begrepp till ekotop är biotop, hydrotop, geotop etc. Begreppet ekotop är dock det enda av dessa som är holistiskt och har en direkt markanvändningspraktisk fokus.

## Syfte
Ekotoper avgränsas för att ge en indelning av landskapet i för valda syften tillräckligt homogena ekologiska områden. Sådana syften kan vara som underlag för naturskydd, rörligt friluftsliv, jord- och skogsbruk och olika byggande. Indelningen är även ett viktigt stöd i uppföljning och prognoser över ett landskaps förändring över tiden, t.ex. effekter av klimatförändring, av ändrad markanvändning, av tålighet mot kemiska utsläpp etc. Ekotopindelningar är underlag för miljökonsekvensbedömning, till exempel för byggande, industrilokalisering, avfallsdeponier etc.
En ekotopindelning skall ge stöd för förståelse av ekosystems årstidsrelaterade funktion och ge underlag för prognoser om dess framtida utveckling. Ett ekosystem inom en avgränsad ekotop är icke-statisk, det vill säga det genomgår en ständig utveckling. Detta baseras på interna förändringar orsakade av successiva förändringar av vegetationens artsammansättning och av dess ålder, av jordmånsprocesser i marken mm. Ekosystemen är öppna system, så att de ständigt utbyter växter och djurpopulationer med omgivande ekotoper. En ekotop kan vara inströmnings- eller utströmningsområde för grund- och ytvatten. Ekosystemen ingår i ett globalt energiutbyte baserat på solstrålning och transporter av värme/kyla från omgivningen.
Människans tidigare och pågående markanvändning är en av de viktigaste styrande faktorerna för hur ekosystem utvecklas. För beskrivning av historisk och pågående markanvändning finns motsvarande karterings och taxonomiska arbetssätt. Sådan beskrivning av markanvändning utnyttjas inom markevaluering  för att designa lämpligt framtida markutnyttjande. Evalueringen bygger på en analys som innehåller jämförelse mellan markens tillgängliga och potentiella markresurser (markkvaliteter) och markutnyttjandets efterfrågade markkrav. Vid sådana analyser är regionala effekter på terrestra ekosystem och motsvarande regionala effekter för markutnyttjare och samhällets gemensamma utveckling viktigt. Arbetssätten inom Markevaluering ger analysverktyg som eftersträvas med begreppet ekosystemtjänster utan att detta begrepp tillhandahåller analysverktyg för kopplingen mellan mark och markanvändning.

## Avgränsning
Avgränsningen av ekotoper görs utifrån två principer.
- En metodik för topologisk avgränsning mellan intilliggande ekotoper baserad på en vald karteringsprincip inklusive en vald skalmässig hierarki (småskalig – storskalig). Med andra ord principer för hur gränser dras i ett landskap mellan skilda ekotoper och redovisas på en karta. En hierarkisk metodik gör att redovisningar kan göras allt från lokal nivå till mer regional där samma karteringsprinciper används för alla skalnivåer. I viss litteratur, anges att en ekotyp är minsta möjliga homogena avgränsning av ett landskap. Detta är dock en onödig begränsning. Minsta områdesstorlek beror av syftet med karteringen och en hierarkisk indelning skall vara möjlig.
- En vald taxonomisk beskrivning av ekotoper det vill säga en taxonomi. En sådan beskrivning baseras på begrepp inom de abiotiska faktorer som tillsammans styr ekosystems innehåll och funktion såsom geologi, jordmån, terrängform, lokalklimat och de biotiska beskrivningssätten för vegetationens utseende (täthet, höjd), botanisk artsammansättning, zoologi och klassifikation av påverkan från den av människan utövade markanvändningen. Den taxonomiska beskrivningen av ekosystemet inom ekotopen bör byggas upp hierarkiskt för att möjliggöra skalbarhet.

## Karteringens genomförande
Ett ekosystem inom en vald ekotopindelning är inte homogen i absolut bemärkelse. Inom ramen för val av karteringsmetod och taxonomi får väljas ett arbetssätt som ger ekotoper som är tillräckligt homogena utifrån syftet med kartläggningen. Val av storlek på karterade ytor, av den taxonomiska indelningen, av beskrivningen av de över tiden föränderliga processerna i ekosystemen görs utifrån en eller flera av dessa faktorer:
- karteringens syfte – för översiktlig kommunal planering, för planering av tillåten, pågående markanvändning, för naturvård, för miljökonsekvensbedömning av t.ex. industrietablering som kan leda till prövning i domstol, för vetenskapliga studier av landskapets förändringar utifrån klimat etc.
- Karteringens tillgång till tid och ekonomiska resurser
- Sedan tidigare känd geografisk och ekologisk kunskap om det geografiska området
- Det karterade områdets storlek
- Vald karteringsteknik och tillgång till kompetens.

Karteringen förutsätter ett holistiskt arbetssätt under medverkan av flera berörda discipliner kopplade till marken och dess funktion, begreppet "one man show" är inte ändamålsenligt. Kartörerna måste ha nära kontakt med företrädare för den översiktliga fysiska planeringen och för kompetens inom olika markanvändningssektorer. Informationsinsamlingen förutsätter nyttjande av fjärranalys, inventeringar och provtagningar på och i marken och av studier av pågående ekologiska abiotiska och biotiska processer. Projektgruppen skall vara medveten om att karteringsresultat och slutsatser kommer att kunna vara underlag vid beslutsprövning av tillåten markanvändning till exempel i domstol.